# Pratern

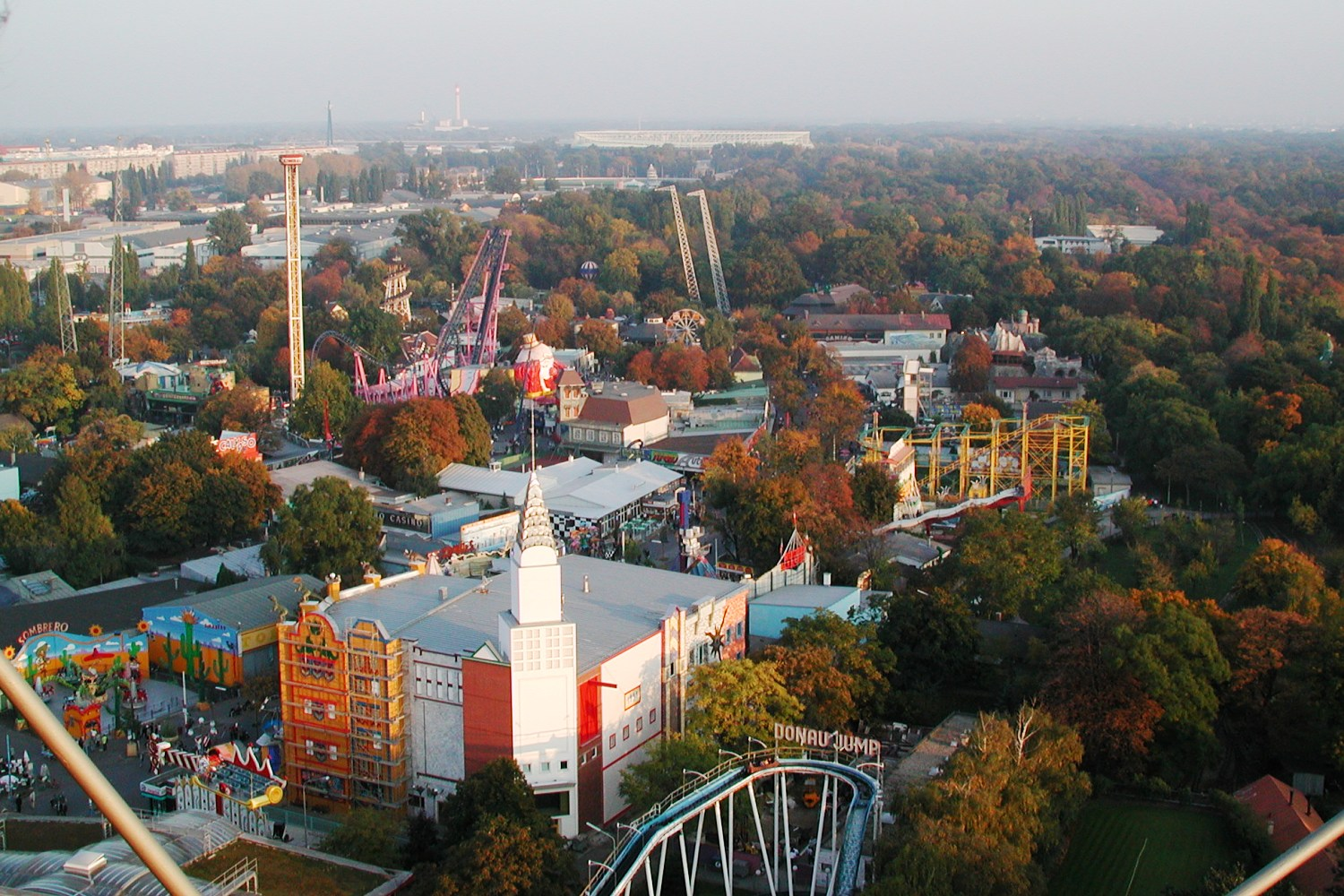
Vy från Riesenrad över parken.

Pratern (tyska: der Prater) är ett stort offentligt parkområde i Wien i Österrike. Det är 6 kilometer långt och upp till 1,8 kilometer brett, med både anlagda parkdelar och rena skogsavsnitt mellan Donau och Donaukanalen.
I utkanten av området finns olika idrottsanläggningar. I det nordvästra hörnet är nöjesfältet Volksprater (mer känt som Wurstelprater eller Prater) beläget. I nöjesfältet finns bland annat Wiener Riesenrad, ett berömt och nästan 65 meter högt pariserhjul. Detta har blivit särskilt känt eftersom det har varit med i filmen Den tredje mannen från 1949 och James Bond-filmen Iskallt uppdrag från 1987.
Parken är välbesökt av Wiens invånare och av turister.

## Historia
Ursprungligen var Pratern namnet på en ö i Donau, men det kom även att användas för området runt omkring ön. Detta var länge kejserlig jaktmark, men Josef II upplät 1776 området för allmänheten. 
År 1873 var Pratern platsen för en stor världsutställning.